# (25604) Karlin
(25604) Karlin est un astéroïde de la ceinture principale.

## Description
(25604) Karlin est un astéroïde de la ceinture principale. Il fut découvert le 4 janvier 2000 à Prescott (Arizona) par Paul G. Comba. Il présente une orbite caractérisée par un demi-grand axe de 2,88 UA, une excentricité de 0,01 et une inclinaison de 3,5° par rapport à l'écliptique.

## Compléments